# Войтович, Игорь Данилович
Войтович Игорь Данилович (13 сентября 1932, с. Телелинцы, Винницкая область — 14 февраля 2014, Киев) — советский и украинский учёный, доктор технических наук, профессор, академик НАН Украины, Заслуженный деятель науки и техники Украины, лауреат Государственной премии Украины в области науки и техники, заведующий отделом сенсорных устройств, систем и технологий бесконтактной диагностики Института кибернетики имени. М. Глушкова..

## Биография
Родился 13 сентября 1932 года в Винницкой области.
В 1956 году окончил Львовский политехнический институт по специальности радиотехника. С 1959 года работает в Институте кибернетики им. В. М. Глушкова НАН Украины, с 1981 г. заведующий отделом. Доктор технических наук (1981 г.), профессор (1988 г.), член-корреспондент НАН Украины по специальности Информатика и вычислительные системы (1995 г.), академик НАН Украины по специальности Системы и технологии регистрации информации (2009г), заслуженный деятель науки и техники Украины (2003 г.), лауреат Государственной премии Украины в области науки и техники (2007 г.). Председатель ученого совета по защите докторских диссертаций. Член ученого совета института кибернетики имени. М. Глушкова. Лауреат 2012 года премии НАН Украины имени. М. Глушкова за цикл работ «Интеллектуальные системы и технологии восприятия и обработки информации различной физической природы» (в соавторстве).

## Научные работа и достижения
По состоянию на начало 2012 г. подготовил 4 доктора наук и 15 кандидатов наук. Самостоятельно и в соавторстве опубликовал 290 научных трудов, в том числе 2 монографии, имеет 70 авторских свидетельств и патентов на изобретения.
Научные труды посвящены созданию систем регистрации и обработки сверхслабых сигналов микроэлектронной элементной базы вычислительной техники, криогенной электронике.
Под руководством и при непосредственном участии И. Д. Войтовича разработаны теория, микроэлектронная технология и техника построения элементов и устройств сверхпроводниковой электроники, созданы и внедрены сверхчувствительные программно-технические комплексы для регистрации, обработки и отображения сверхслабых магнитных сигналов от различных органов человека. В последние годы разрабатываются интеллектуальные сенсоры для неинвазивного измерения гемоглобина, для исследования состояния микроциркуляторной звена кровообращения, для диагностики состояния растений, портативные приборы на основе поверхностного плазмонного резонанса для диагностики животноводства и контроля качества продуктов питания.